# (35003) 1979 MT1
1979 MT1 (asteroide 35003) é um asteroide da cintura principal. Possui uma excentricidade de 0.17979180 e uma inclinação de 4.62405º.
Este asteroide foi descoberto no dia 25 de junho de 1979 por Eleanor F. Helin e Schelte J. Bus em Siding Spring.